# Leopold Königstein
Leopold Königstein  (* 26. April 1850 in Bisenz; † 2. Januar 1924 in Wien) war ein österreichischer Augenarzt.

## Leben
Königstein studierte Medizin an der Universität Wien, an der er 1873 promoviert wurde. Zu seinen Lehrern gehörten Ferdinand von Arlt, Eduard Jäger von Jaxtthal, Carl Stellwag von Carion und Ernst Wilhelm von Brücke. Er war Assistent von Jakob Hock an einer Augenabteilung der Wiener Poliklinik und wurde dort stellvertretender Leiter. 1881 wurde er Privatdozent und 1901 erhielt er den Titel außerordentlicher Professor. Er hatte eine umfangreiche Praxis und wirkte auch beim Militär (Oberstabsarzt) und in der Behandlung von sozial Schwachen.
Er entdeckte unabhängig von Carl Koller die Lokalanästhesie mit Kokain bei Eingriffen am Auge und veröffentlichte kurz nach Koller. Außerdem befasste er sich mit Biologie und Pathologie der Augenlinse.
Er trug zu Albert Eulenburgs Real-Encyclopädie der gesammten Heilkunde bei.

## Schriften
- Die Anomalien der Refraction und Accomodation, 1883
- Über die Anwendung des Kokains in der Augenheilkunde, Wiener medizinische Presse 1884
- Physiologie und Pathologie der Pupillarreaktion, 1888
- Praktische  Anleitung zum Gebrauche des Augenspiegels, 1889, 2. Aufl. 1895
- Die Behandlung der häufigsten und wichtigsten Augenkrankheiten, 4 Hefte, 1889–1893
- Über Skiaskopie, 1891.